# スマートハウス
スマートハウスとは、1980年代にアメリカで提唱された住宅の概念で、家電や設備機器を情報化配線等で接続し最適制御を行うことで、生活者のニーズに応じた様々なサービスを提供しようとするものである。
日本においては、トロン電脳住宅が話題となった1990年代のホームオートメーションブーム、松下電器産業（当時）によるHIIハウスが話題となった情報家電ブームに続き、2010年代にはアメリカのスマートグリッドの取り組みをきっかけとした、地域や家庭内のエネルギーを最適制御する住宅として再注目されている。 
一般には太陽電池や蓄電池、エネルギー制御システムなどを装備した、創エネ、省エネ、蓄エネ型住宅を指す。 

## 概要
技術的には、ホームオートメーションを搭載した住宅と言えるが、各年代における社会ニーズ、参入する企業のモチベーション、中核となる情報技術の変化などにより、様々な解釈がされている。また名称も1990年代のインテリジェントハウス (IH) やマルチメディア住宅、2000年代のIT住宅、ユビキタス住宅などと変化しているが、基本的な概念は同じである。
1980年代におけるスマートハウスはNAHB（全米ホームビルダー協会）の実証プロジェクトとしてスタートしたが、当時の状況についてはSmith Ralph LeeによるSmart Houseに詳しい記載がある。
1990年代の解釈としては「21世紀に向けた最先端の住宅」であり、住宅メーカー各社によるコンセプト住宅や商品開発が相次いだ。当時のサービスイメージとしては、外出先からプッシュホンにより電気錠やエアコンの操作を行うことができるテレコントロール、テレビ画面による家電機器のコントロール、ホームセキュリティー、ホームバンキングやホームショッピング、トイレで測定した尿検査や血圧データを活用した遠隔診断システム等である。
2000年代にはそれらの取り組みが、住宅から家電へ、電話回線からインターネットへとシフトする。想定されるサービスも、ネット接続され最新の機能にアップデートできる電子レンジや洗濯機、携帯電話とWebカメラを活用した留守宅や高齢者の見守りシステムなど、家電のデジタル化やブロードバンド化を前提としたものへと変化している。
2010年代における解釈としては、HEMS (home energy management system) と呼ばれる家庭のエネルギー管理システムで家電、太陽光発電、蓄電池、電気自動車等を一元的に管理する住宅と言える。
世界で環境問題に取り組む今日、エネルギー消費を抑えるスマートハウスは注目を浴びており、さまざまな企業が参入をしている。しかしながら規格が統一されておらず、しかも通常よりもコストが高いなどの問題があったが、こうした課題を解決するための関連省庁や民間団体における動きも活発化しており、2012年2月24日に取りまとめ結果が公表されたスマートハウス標準化検討会では、HEMSの標準インターフェースとして、エコーネットコンソーシアムにて策定されたECHONET Liteが推奨されている。

## 普及に向けて
1988年8月、当時の通産省、郵政省、建設省による支援を受け、住宅関連の団体・企業を中心に、住宅情報化推進協議会（ALICE FORUM：アリスフォーラム）が設立された。設立趣意書には、「住宅の情報化は、エレクトロニクス、通信、住宅関連業界に加えて、エネルギー、放送、損保、金融、各種工事等多岐にわたる業界が一致団結し、協力して推進していかなければならない重要な課題」とされている。同協会では、普及啓蒙の一環として住宅情報化配線推奨規格を制定し、それを満たす住宅に「アリスマーク」を交付してきた。同時に、それらを活用した住まい方提案なども行ってきたが、2009年をもってその活動を終了している。
2009年7月、経済産業省商務情報政策局情報経済課よりスマートハウス実証プロジェクトが公募され、大手住宅、家電、通信、エネルギー系、総研系企業らによる様々な実証が展開された。委託事業であり、結果については詳細な報告書が公開されている。公募要領におけるプロジェクトの目的としては、家庭から排出されるCO2 を半減するため住宅全体におけるエネルギーマネジメントを実現するしくみを実証することに加え、接続された機器から得られる利用情報等を活用した新たなサービス創出の可能性を検証するとされている。
併行して、次世代電子商取引推進協議会（ECOM)にてスマートハウス整備WGが開催され、公募受託企業を含め、主にビジネス視点でのスマートハウス像や、アーキテクチャ、アプリケーションやサービスについての議論が行われた。詳細については同ホームページ（アーカイブ）にて公開されている。
2010年度からその活動はスマートハウス情報活用基盤フォーラム（eSHIPS)に引き継がれ、広告代理店や地方自治体など多様な視点も加え、どのようなインタフェース（オープンな仕組み）づくりをすれば、家を取り巻く情報を活用して、多様で創造的な新しいビジネスが生まれるかについて議論された。2年間の活動成果の要旨は、同ホームページにて公開されている。

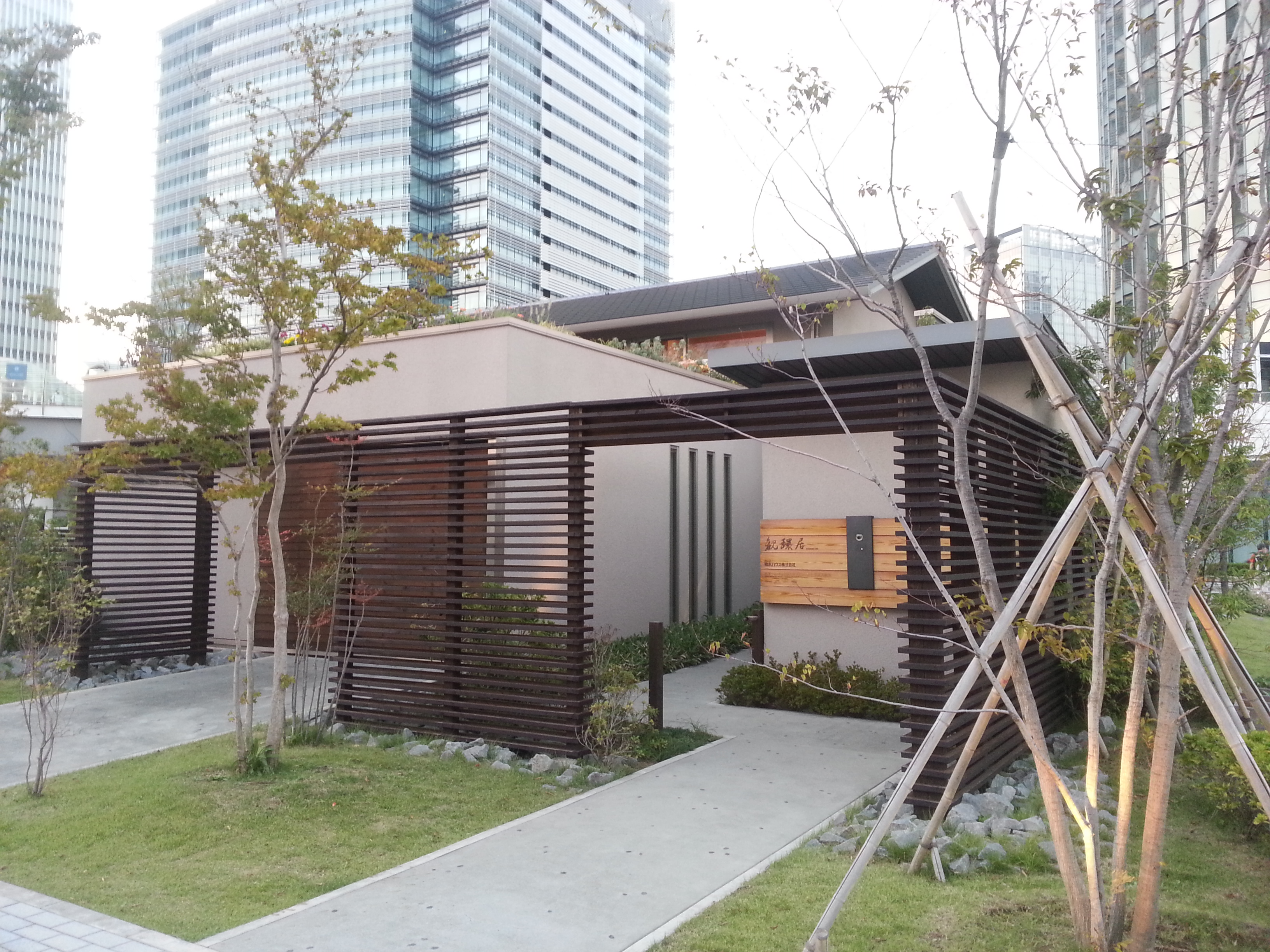
実証実験住宅「観環居」
みなとみらい地区にて2013年10月撮影

2010年のAPEC開催に合わせて横浜・みなとみらい地区（新高島駅周辺・54街区）の一角には、総務省主体で積水ハウスなどが開発したスマート・ネットワークプロジェクトの実証実験住宅「観環居」（かんかんきょ）が設置された。APEC閉幕後も日産自動車のリーフなどと連携して実証実験を継続し、事前申込みにより無料で内覧も可能であったが、同地区における暫定施設としての役目を終え2014年2月に閉館している。なお閉館後の建物については、積水ハウス関東工場の「エコ・ファースト パーク」（茨城県古河市）内に移設され、2015年5月より「木の家」として公開されている。
2011年5月には神奈川県藤沢市辻堂元町のパナソニック関連工場跡地における再開発計画で、太陽光発電や家庭用蓄電池、家電総合管理システム（スマートエナジーゲートウェイ）を大規模に配備するなど街全体をスマート化する試み（スマートシティ）である「Fujisawa サスティナブル・スマートタウン (Fujisawa SST) 構想」が発表された。今回の計画ではパナソニックや藤沢市が中心となり、パナホーム、オリックス、日本設計、三井不動産などが参加を表明している。2014年4月に街開きを迎えており、2018年度の全世帯入居・完成を目指している。
また、2011年にはトヨタホームもスマートハウス市場への参入を表明、同年11月より販売を開始している。

## スマートホームとスマートハウスの違い
スマートホームはIoTを軸にし、利便性・快適・安全を追求した住宅システムを指すことが多く、スマートハウスは、創エネ・断熱・HEMSを軸に、省エネ・節約を追求した住宅そのものを指すことが多い。